# História da cidade de Freiburg im Breisgau
A história da cidade de Freiburg im Breisgau é documentada a quase 900 anos. Aproximadamente 100 anos após sua fundação no ano 1120 pela Casa de Zähringen, a família fundadora não teve descendentes para continuar sua linhagem. Como senhores da cidade aparecem então os condes de Freiburg, seguidos depois pela Casa de Habsburgo em 1368. Somente no início do século XIX foi encerrada a era de hegemonia da Áustria católica, quando Napoleão Bonaparte transferiu a cidade e a região de Breisgau ao Grão-Ducado de Baden. Até 1918 Freiburg pertenceu ao Grão-Ducado de Baden, até 1933 à República e na Alemanha Nazista ao Gau de Baden. Após a Segunda Guerra Mundial Freiburg foi de 1949 a 1952 capital do então estado de Baden. Com a criação do estado de Baden-Württemberg, com Stuttgart como capital, Freiburg é a quarta maior cidade do estado.

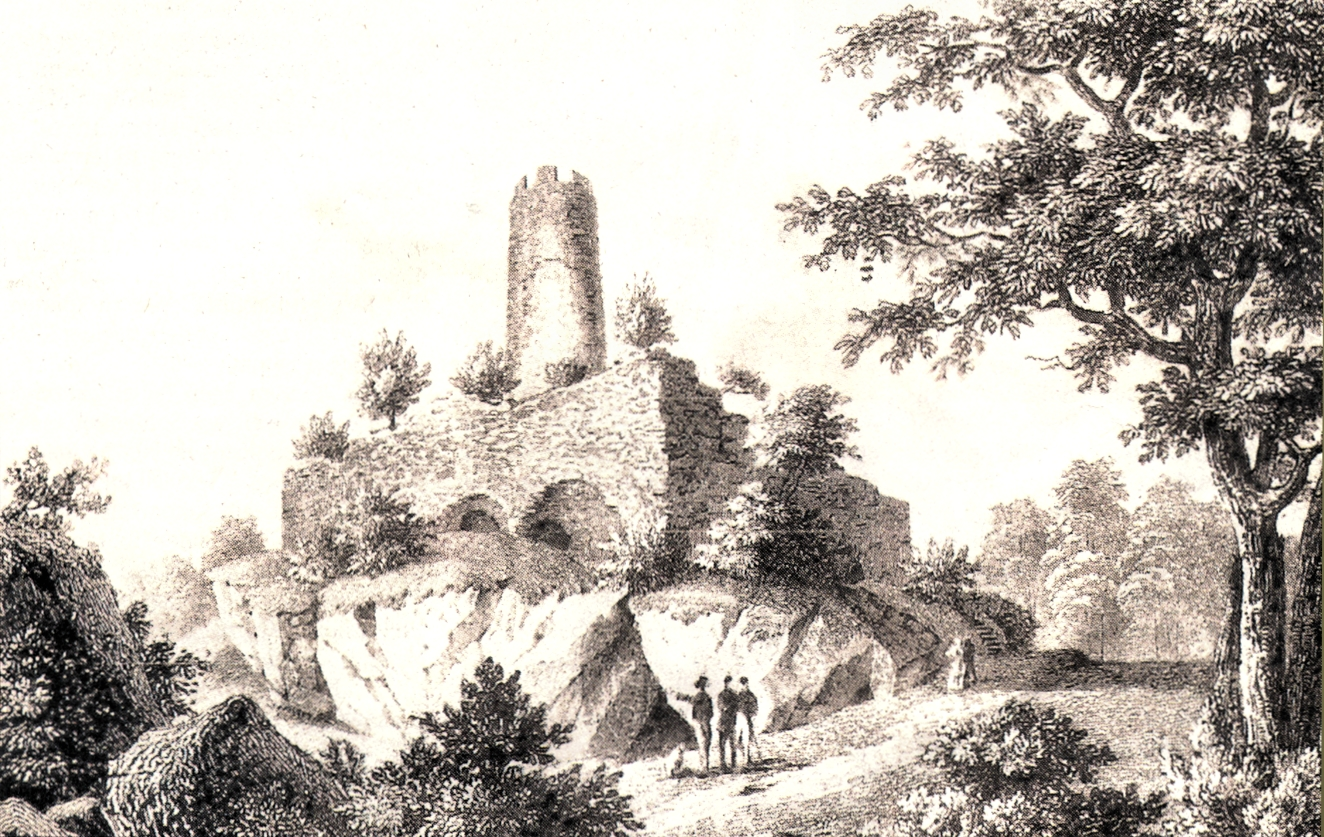
Burgo Zähringer em Freiburg, ca. 1850

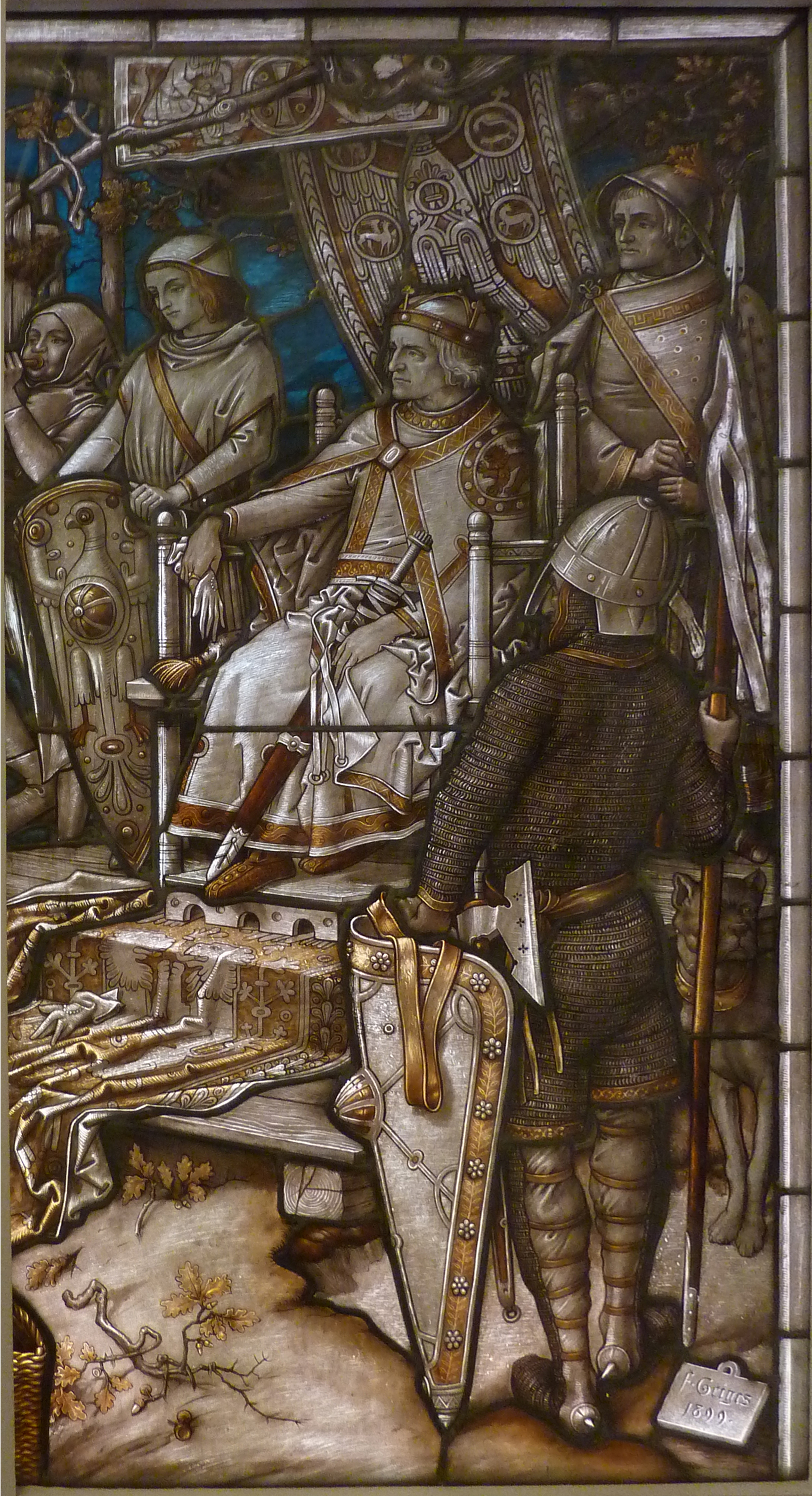
Konrad von Zähringen verleiht der Siedlung am Fuße des Schlossbergs das Stadtrecht. Vitral de Fritz Geiges, 1899

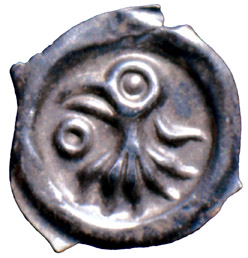
Freiburger Rappenpfennig, gräfliche Münze, ca. 1290

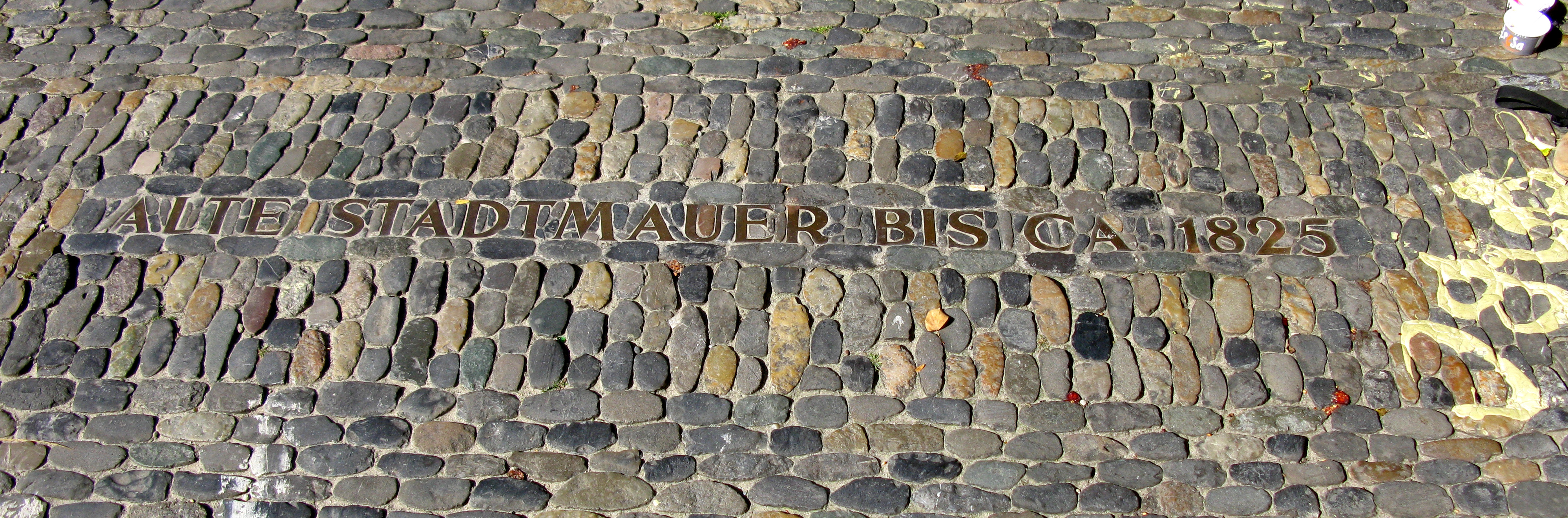
Pflasterinschrift, die den Stadtmauerverlauf südwestlich des Augustinermuseums anzeigt

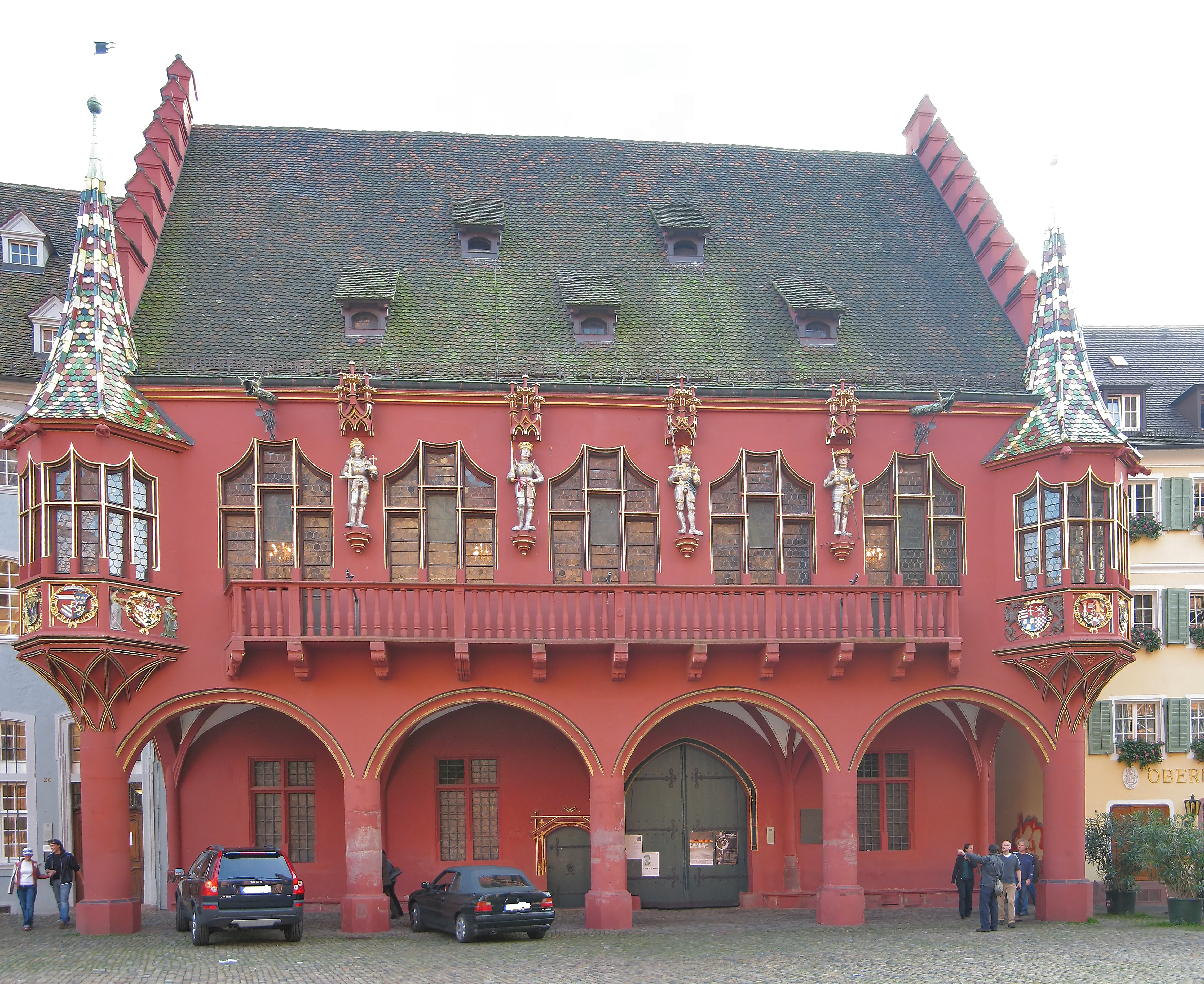
Vier Habsburger Herrscher am Historischen Kaufhaus: Maximilian I., Philipp I., Karl V. und Ferdinand I.

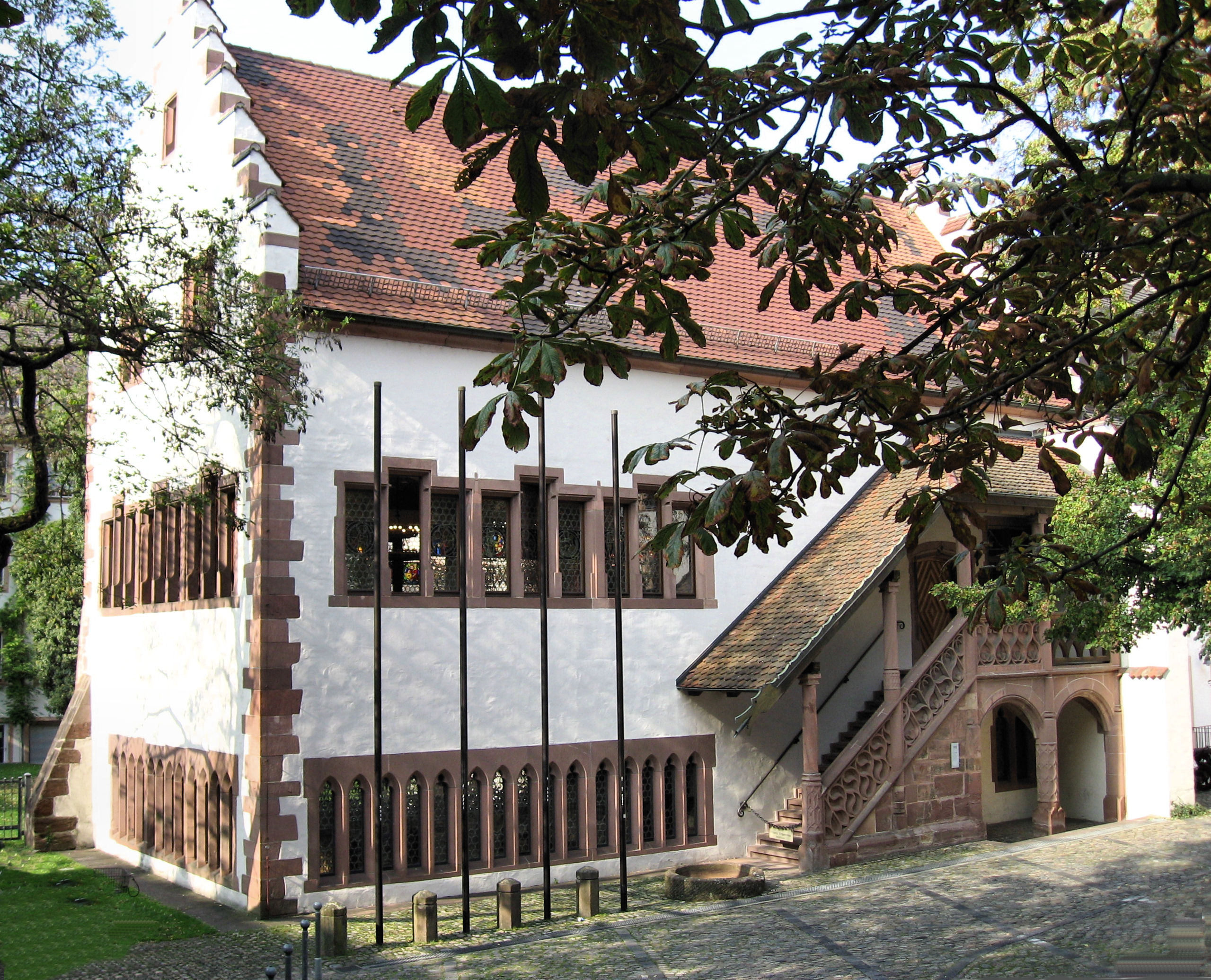
Im ältesten Rathaus Freiburgs, der Gerichtslaube, fand 1498 der Reichstag statt

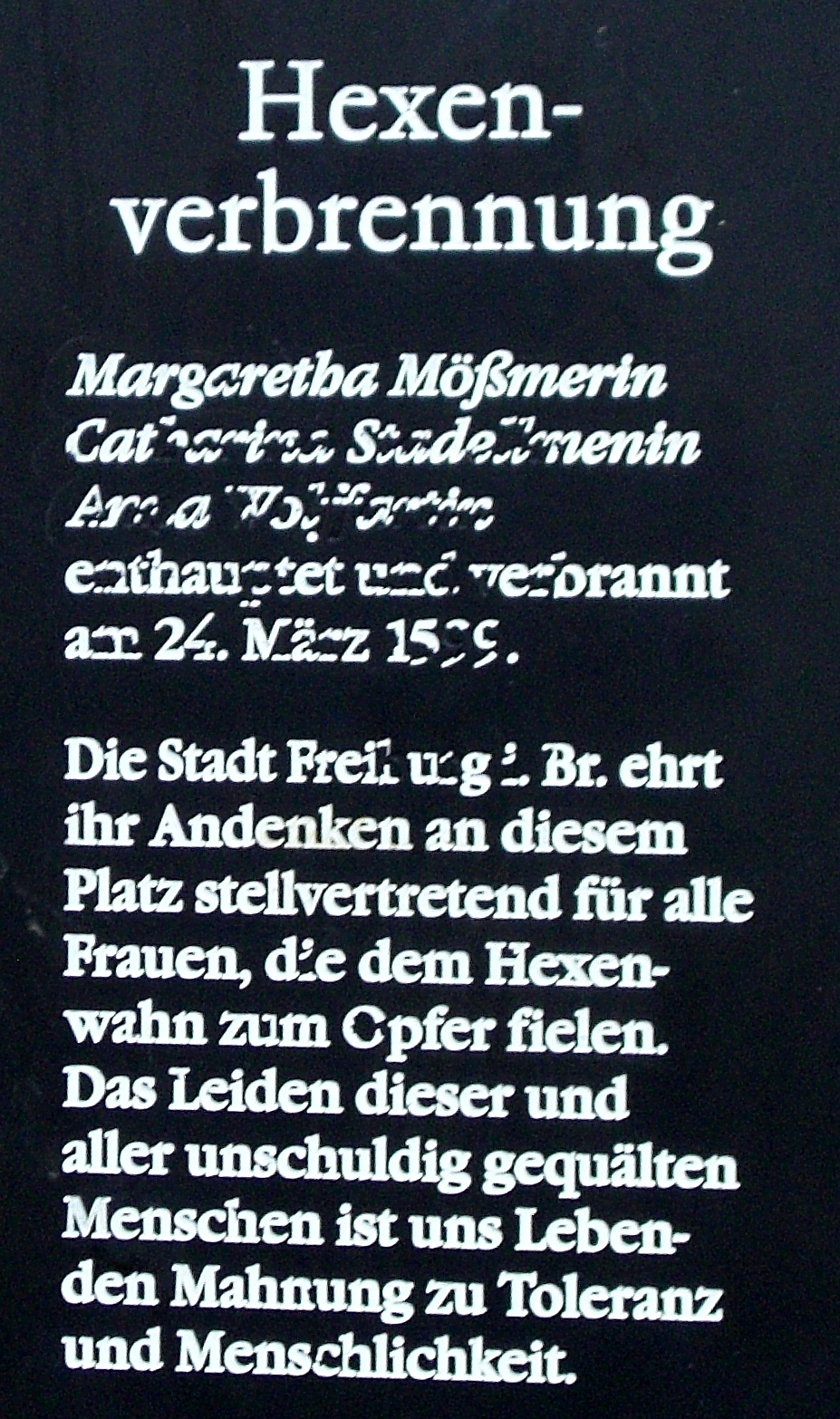
Placa comemorativa na Martinstor

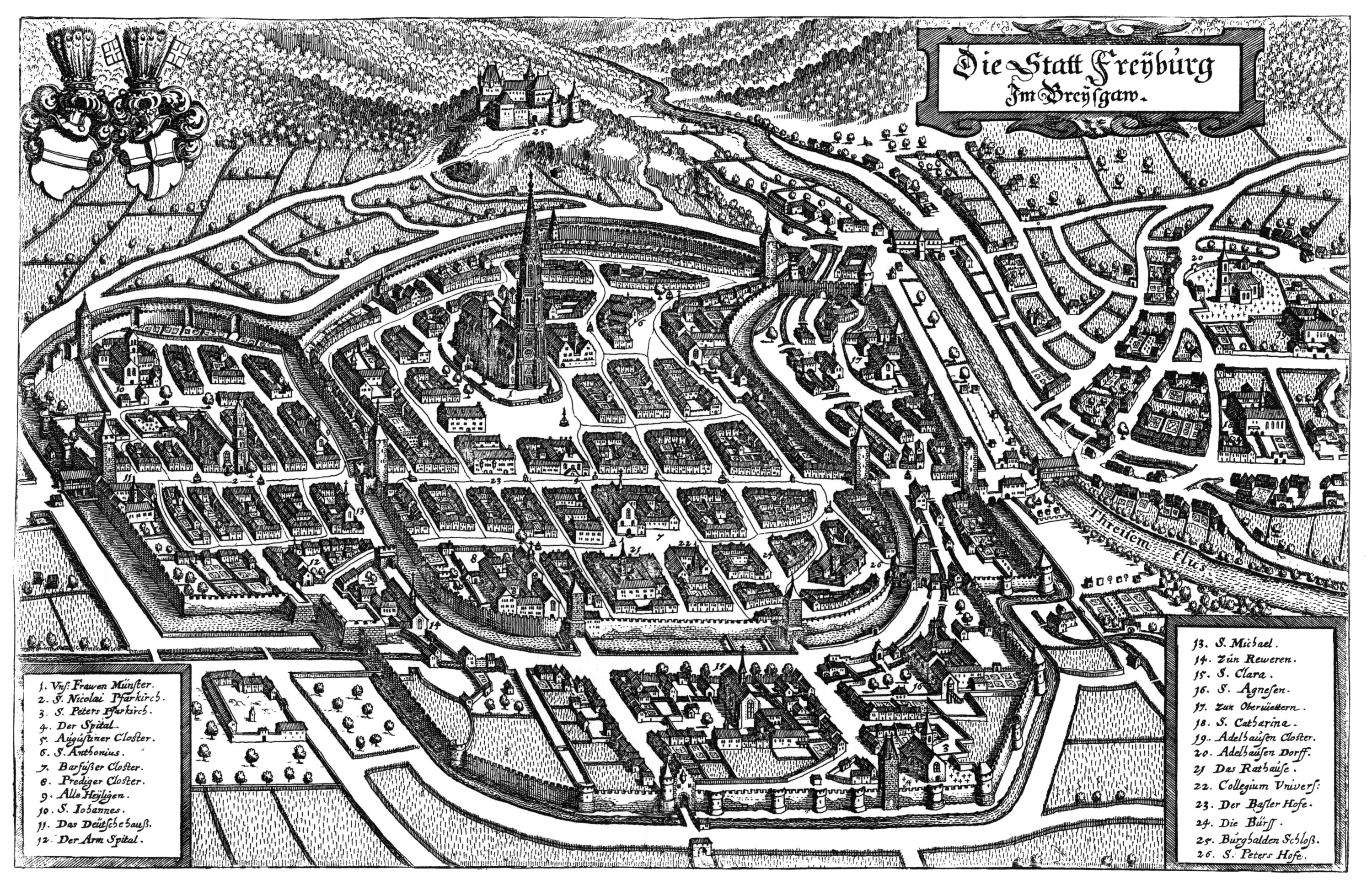
Freiburg im Breisgau em 1644, por Matthäus Merian

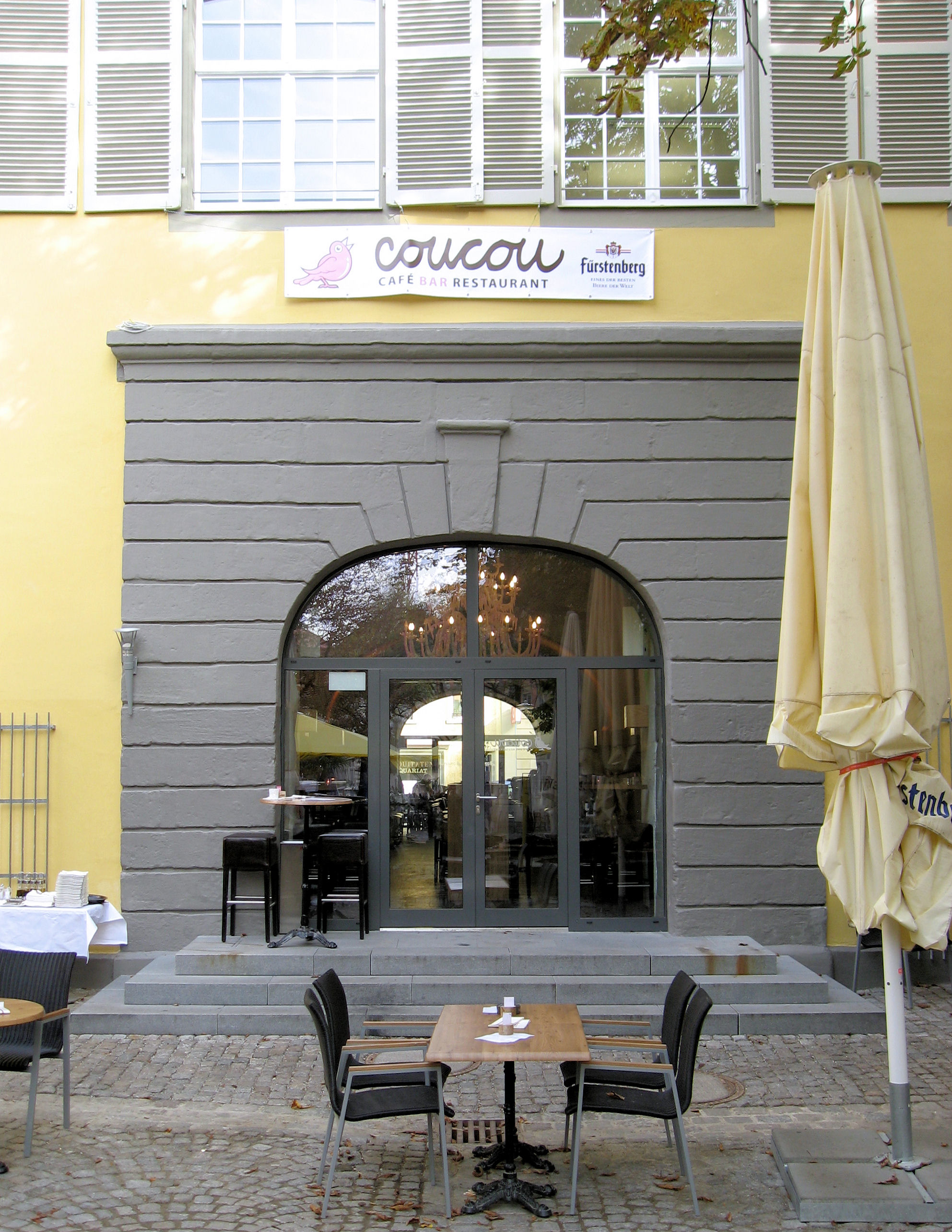
Einer der wenigen verbliebenen Reste der von Vauban ausgeführten Befestigung Freiburgs. Die ehemalige Einfahrt ins Breisacher Tor dient als Eingang in ein Restaurant

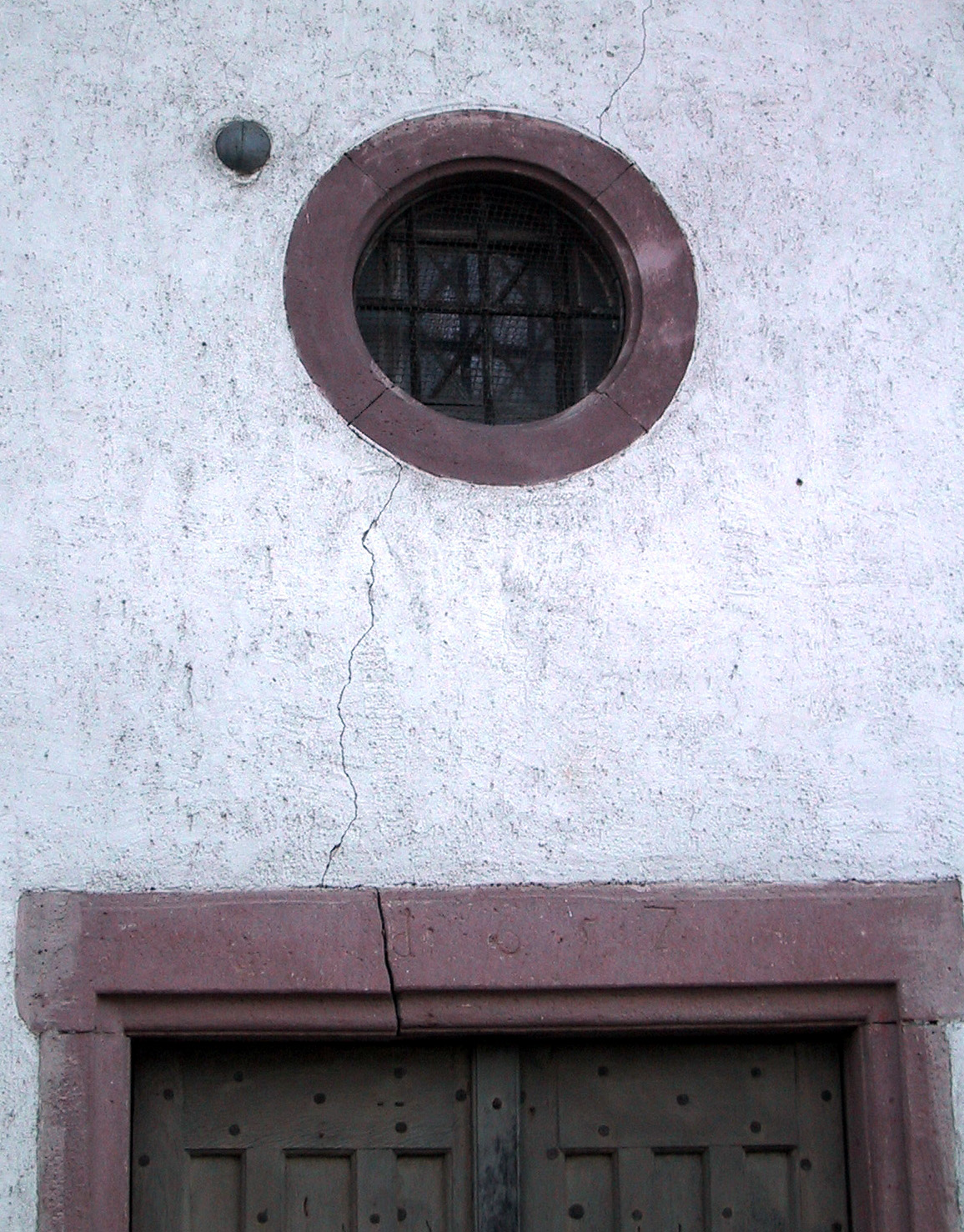
In der Wand der Lorettokapelle steckende Kanonenkugel, die Ludwig XV. auf seinem Beobachtungsposten während der Belagerung Freiburgs 1744 fast getroffen hätte

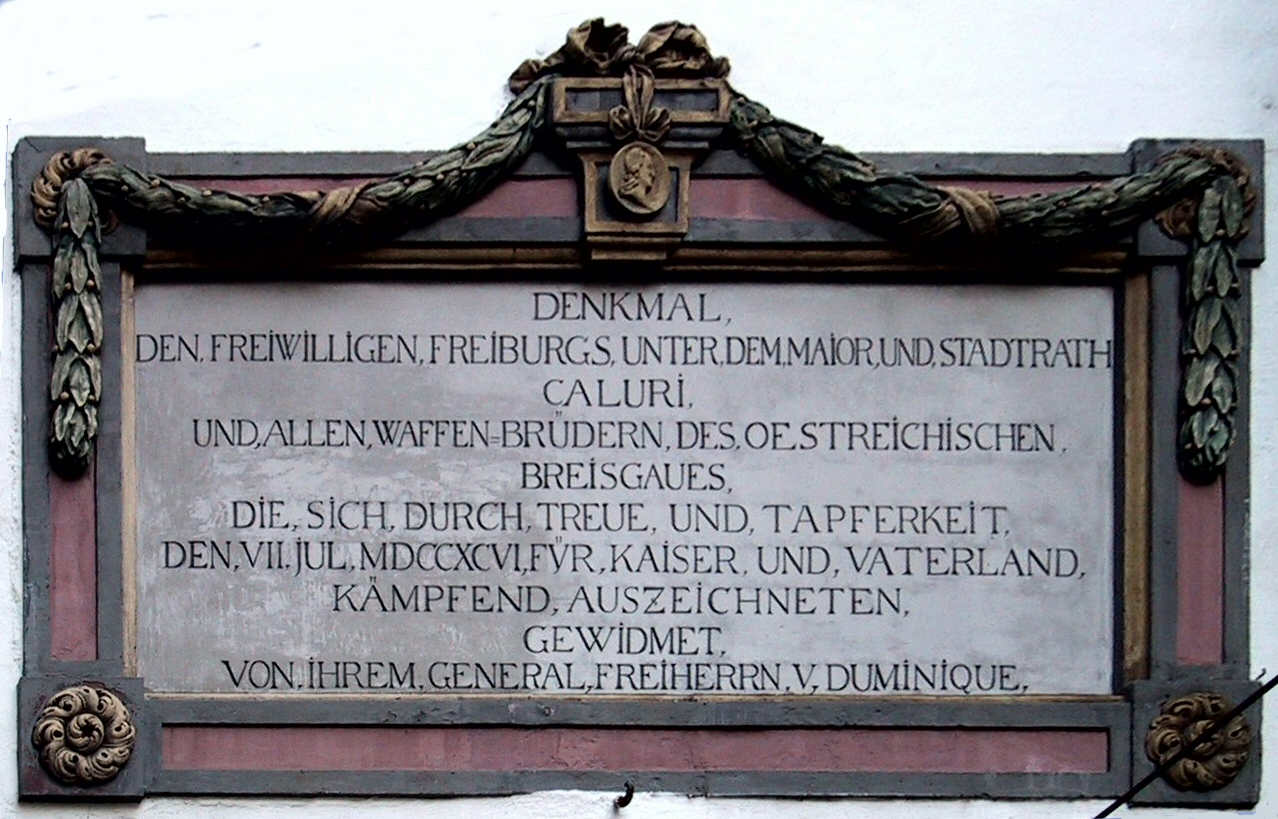
Gedenktafel am Martinstor für die im Kampf gegen die französische Revolutionsarmee gefallenen Bürgermilizen des Breisgaus

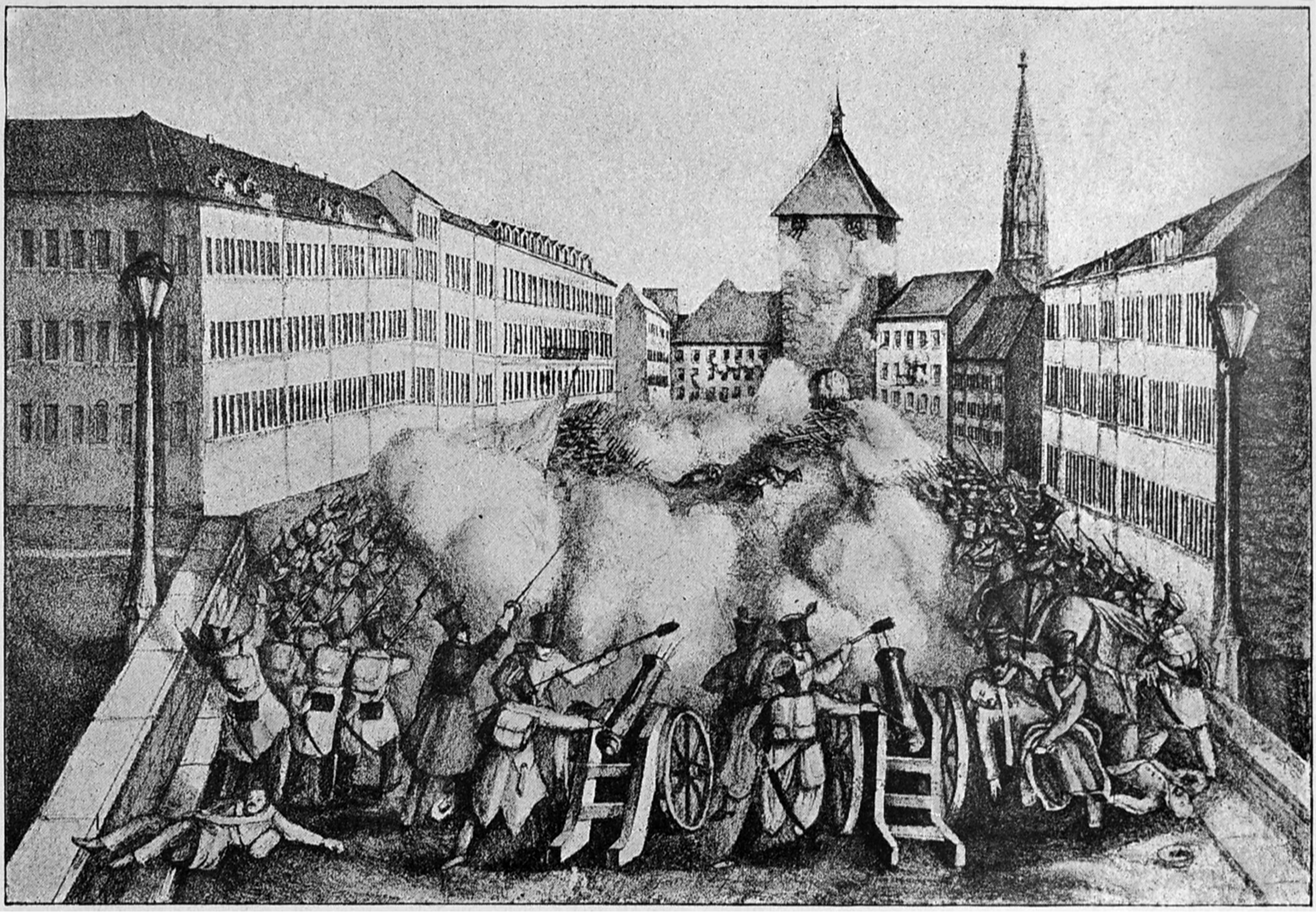
Batalha de rua em 1848

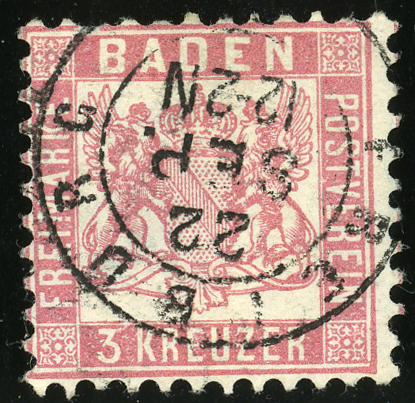
Freiburg no GrossHerzogtum Baden ca 1862

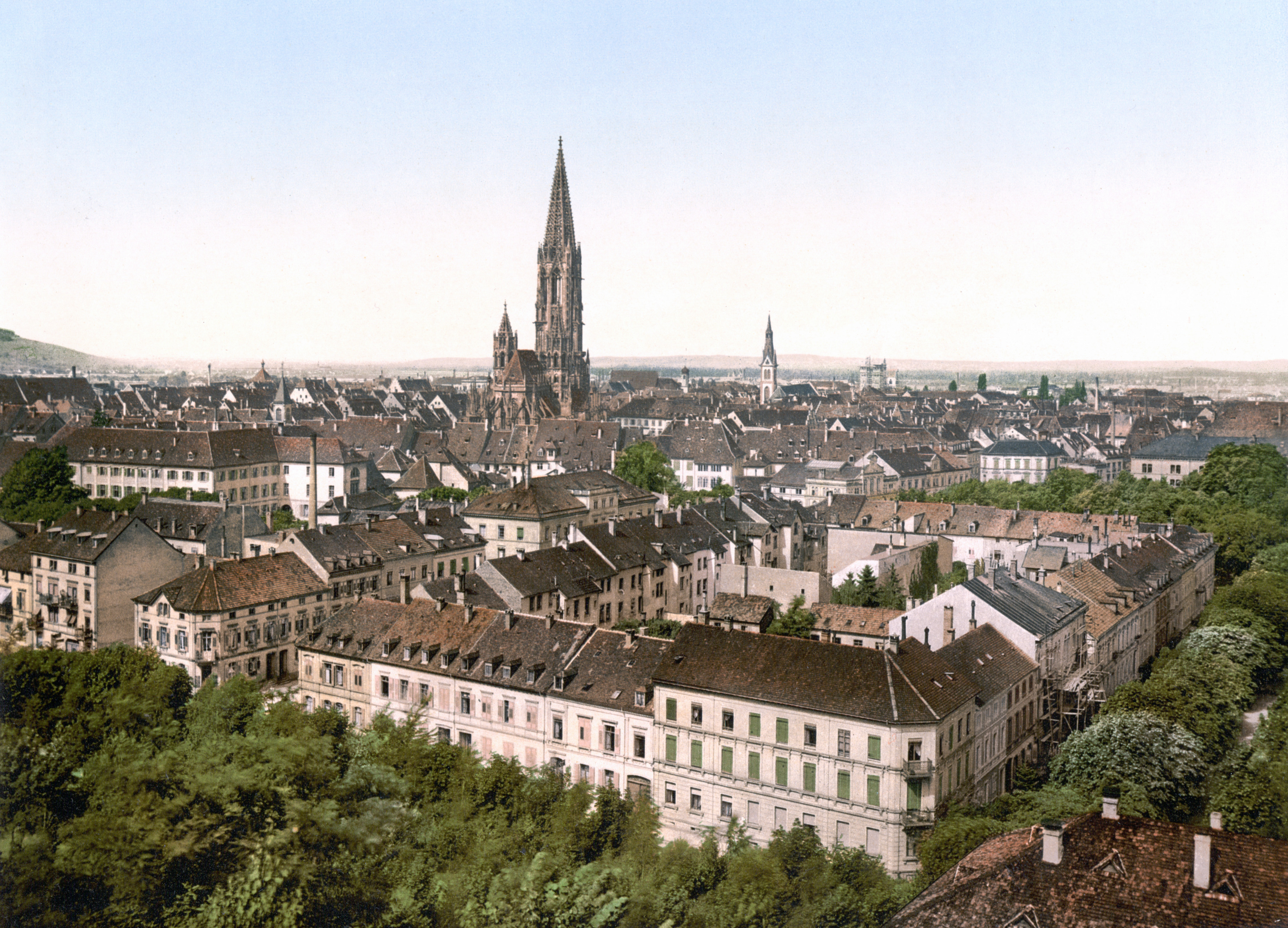
Freiburg ca. 1900

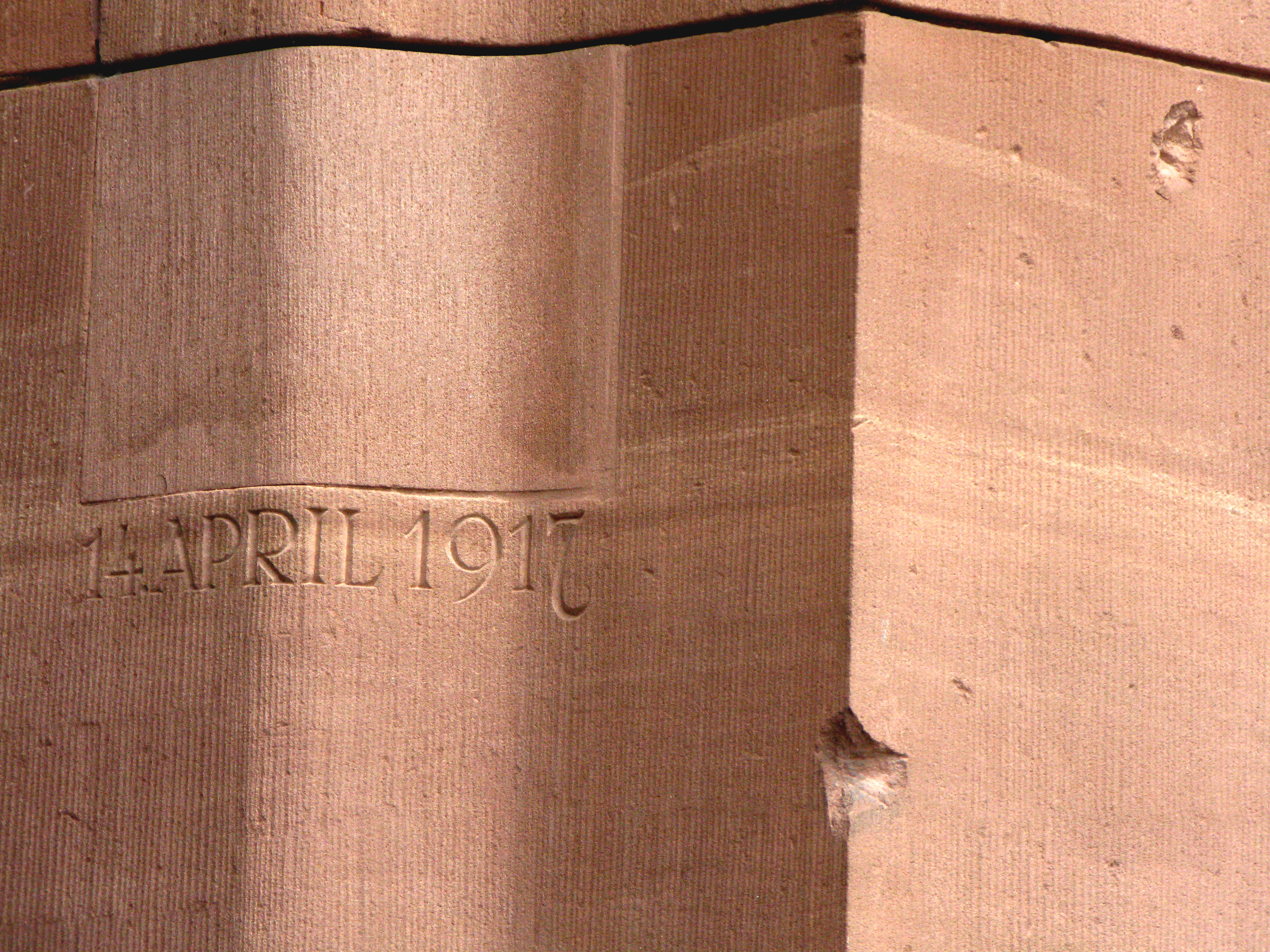
Spuren des britischen Bombenangriffs vom 14. April 1917 am Kollegiengebäude I der Universität

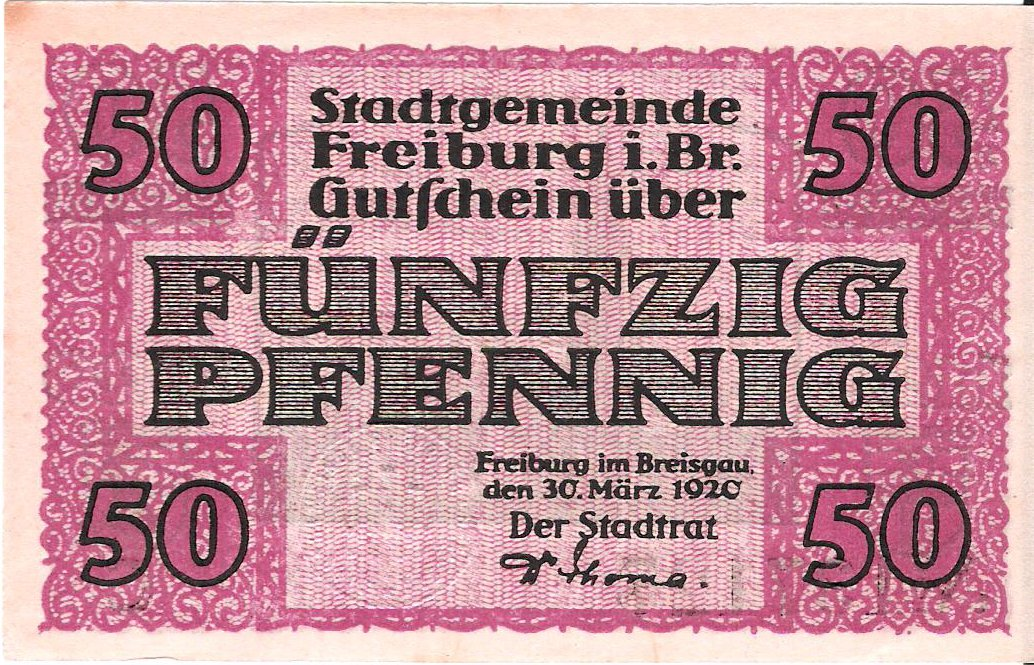
Freiburger Notgeld mit der Unterschrift von Oberbürgermeister Emil Thoma, 30. März 1920

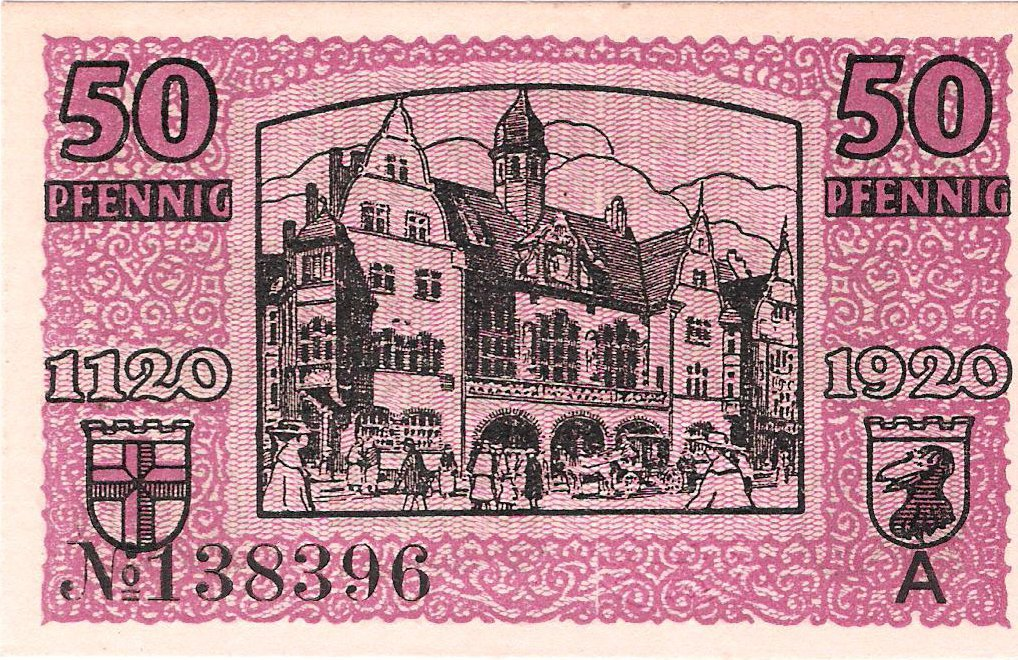
Schein A der Serie von 1920

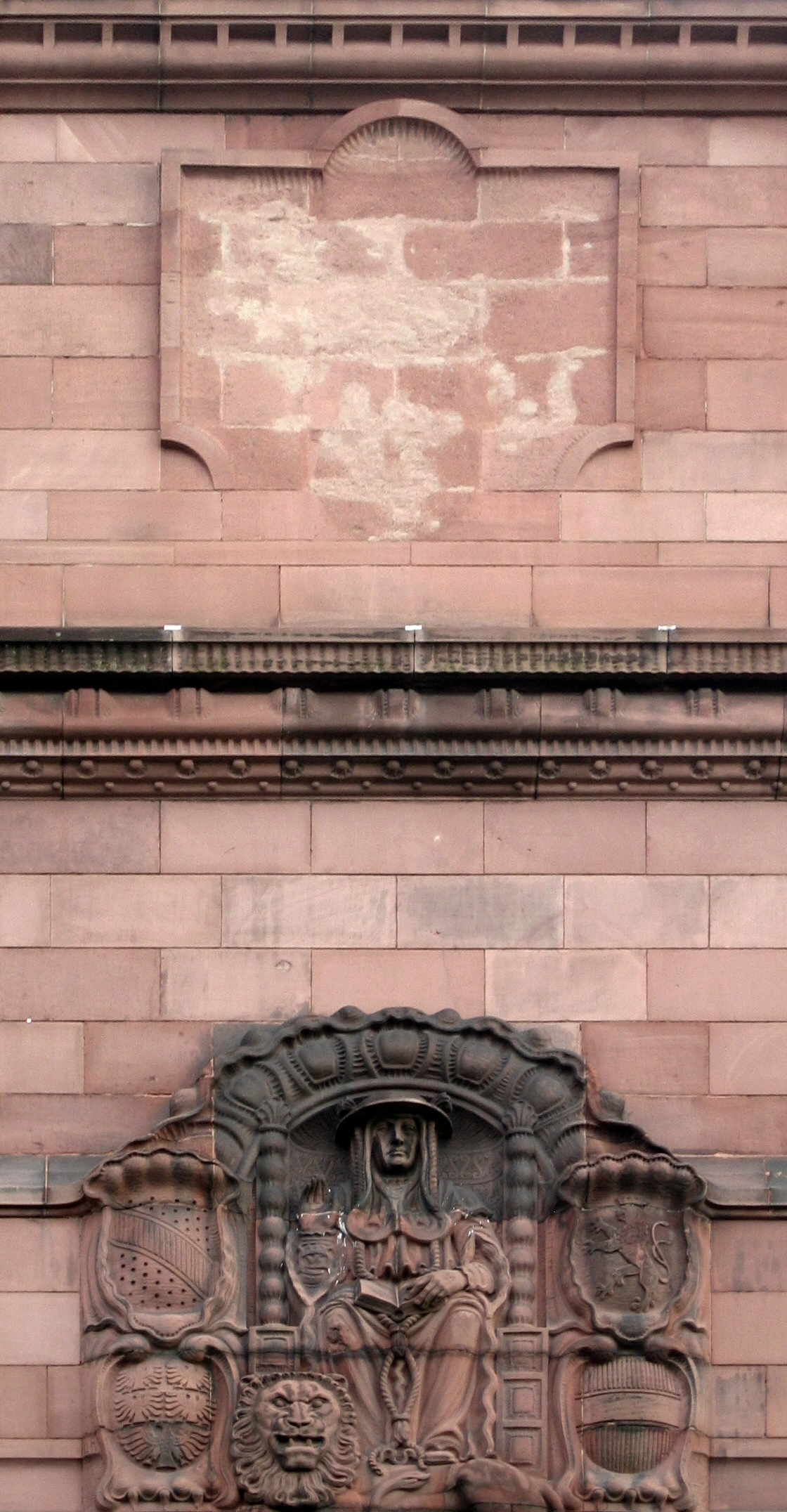
Stelle an der Außenwand des Universitätsgebäudes, an der einst der Hoheitsadler des Dritten Reiches angebracht war

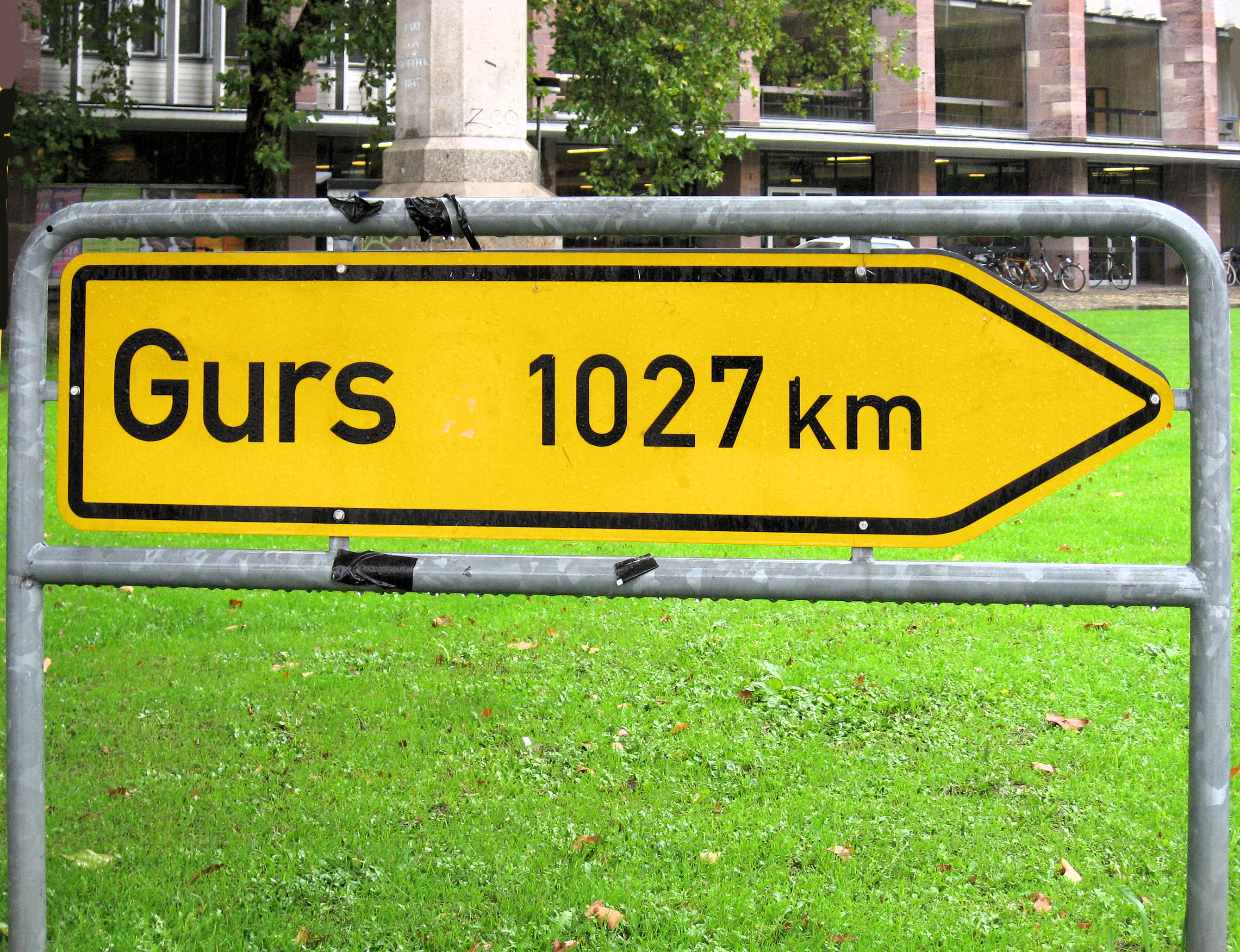
Mahnmal in Form eines Verkehrszeichens zur Erinnerung an die Deportation Freiburger Juden in das Konzentrationslager Gurs in Südfrankreich

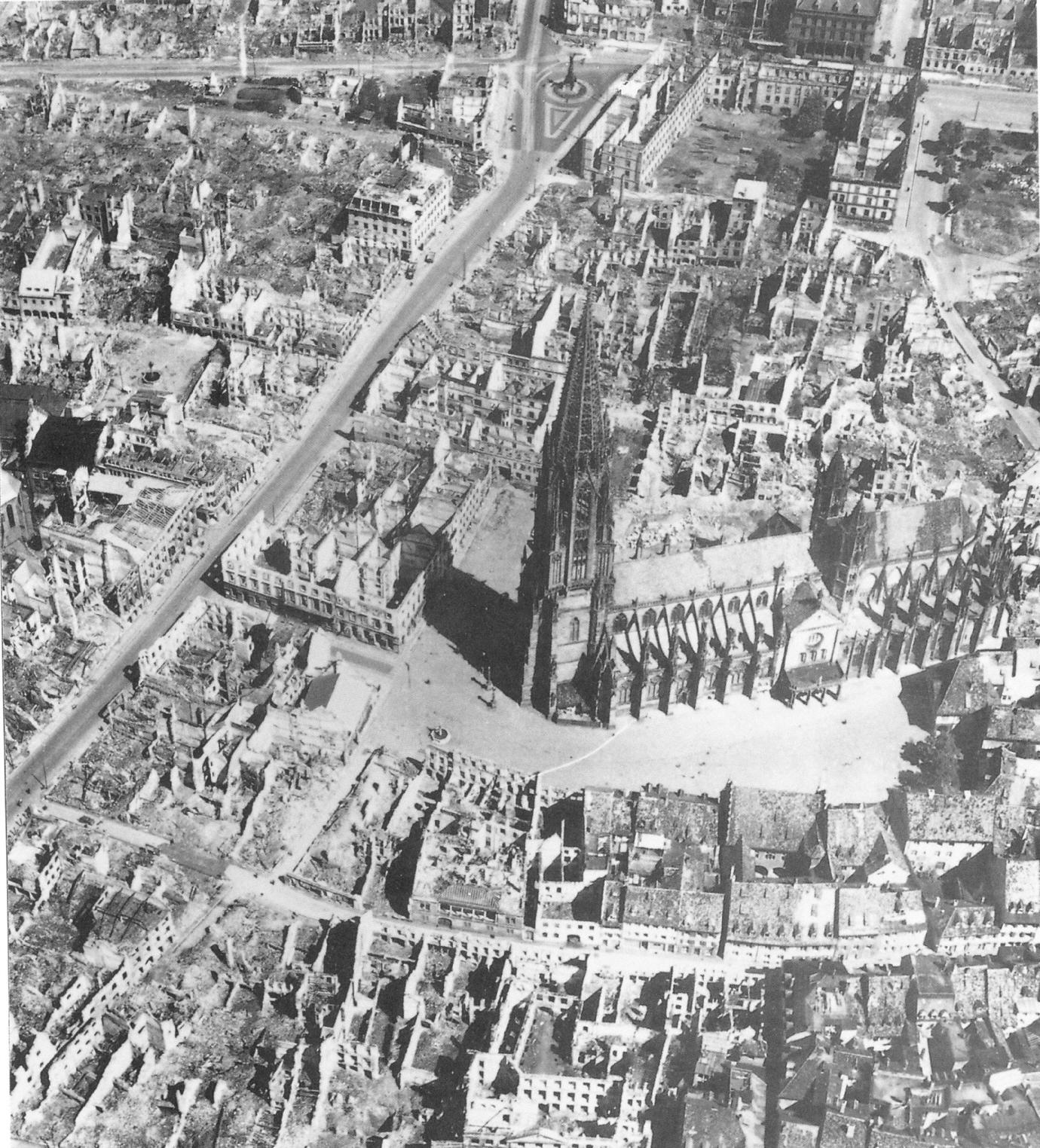
Luftbild der zerbombten Innenstadt mit dem trotz eines Feuersturmes weitgehend unversehrt gebliebenen Münsters, nach dem Luftangriff im November 1944

Der Flückigersee – Teil des ehemaligen Landesgartenschaugeländes

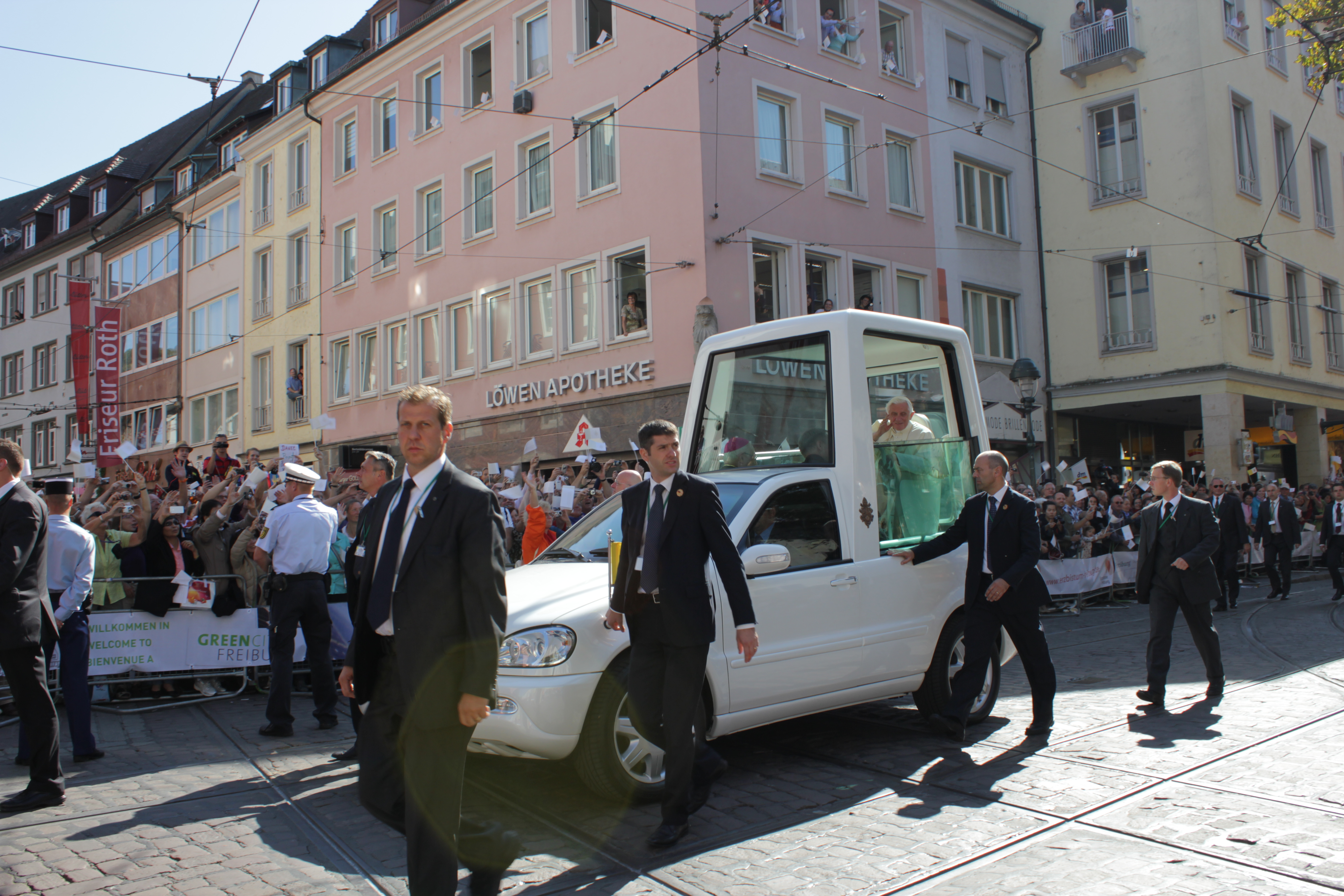
Papst Benedikt XVI. fährt mit dem Papamobil durch die Innenstadt